# Trung Giang, Đức Dương
Trung Giang (chữ Hán giản thể: 中江县) là một huyện thuộc địa cấp thị Đức Dương, tỉnh Tứ Xuyên, Cộng hòa Nhân dân Trung Hoa. Huyện này có diện tích 2063 ki-lô-mét vuông, dân số năm 2002 là 1,42 triệu người. Mã số bưu chính là 618100. Về mặt hành chính, huyện này được chia thành 33 trấn, 24 hương.
- Trấn: Khải Giang, Thương Sơn, Long Đài, Tập Khánh, Liên Hợp, Vĩnh An, Nam Hoa, Tập Phượng, Vạn Phúc, Thái An, Hưng Long, Quảng Phúc, Phùng Điếm, Vĩnh Thái, Duyệt Lai, Thông Tế, Ngọc Hưng, Phú Hưng, Hội Long, Đoạn Quang, Hoàng Lộc, Vĩnh Hưng, Hồi Long, Song Long, Phổ Hưng, Lý Đô, Nê Kim, Kiệt Hưng, Nam Sơn, Trung Hưng, Nam Độ, Đông Bắc.
- Hương: Song Phượng, Thanh Thị, Ngõa Điếm, Hội Bằng, Bạch Quả, Dân chủ, Thạch Long, Thông Sơn, Cổ Điếm, Thạch Tuyền, Thanh Hà, Ký Long, Hoa Thật, Thái Bình, Cao Điếm, Bách Thụ, Thạch Duẩn, Nguyên Hưng, Vĩnh Phong, Đàm Thụ, Thạch Miếu, Hợp Hưng, Bách Lâm, Bảo Tháp.